# El Tajín
El Tajín (izgovor: El Tahin; šp. Ciudad o Lugar del Trueno za „Grad udara groma”) je bio veliki pretkolumbovski grad, najveće i najvažnije središte naroda Totanaka koji su živjeli uz Meksički zaljev, meksička savezna država Veracruz. Ime je dobio po totanačkom bogu munja, kiše i groma, a bio je glavno totonačko središte u planinama Papanteca. Grad je od oko 600., a osobito od propasti Teotihuacan Carstva, bio najvažnijim središtem sjeveroistočne Mezoamerike. Tu se nalaze hramovi, palače (najpoznatija Tajín Chico), piramide, dvorane sa stupovima i igrališta za ritualnu igru pelote (ukupno njih 17). Središte gradskih ruševina je piramida s dekorativnim udubljenjima, odnosno 365 niša (tzv. „Piramida niša”), koje nisu bile poznate u ostatku Mezoamerike, kao i uporaba cementa kao građevinskog materijala.
Zbog toga je El Tajín upisan na UNESCO-ov popis mjesta svjetske baštine u Sjevernoj Americi 1992. godine kao „izvanredan primjer veličine i važnosti pretkolumbovskih kultura u Meksiku”.

## Povijest
Gradnja El Tajína je započela u 1. st. pr. Kr., te pokazuje jak utjecaj Teotihuacana, a procvat doživljava nakon propasti Teotihuacana, kada su procvali i drugi gradovi klasičnog razdoblja Mezoamerike: Tula i Xochicalc na središnjoj visoravni, te Uxmal i Chichen ltza na Yucatanu, a između kojih se nalazio El Tajín.
Od 600. do 1200. godine El Tajín je bio uspješan grad koji je s vremenom kontrolirao veći dio današnje moderne države Veracruz. Grad-država je bio veoma centraliziran, a u samom gradu je živjelo više od pedeset etničkih skupina. Većina stanovništva živjela je u brdima koja su okruživala glavni grad, a grad je većinu svojih prehrambenih proizvoda dobivao iz područja Tecolutla, Nautla i Cazones. Ova polja nisu proizvodila samo osnovne namirnice poput kukuruza i graha, već i luksuzne predmete poput kakaovca. Jedan od panela na Piramidi niša prikazuje ceremoniju koja se održava na stablu kakaovca. Religija se temeljila na kretanju planeta, zvijezda te sunca i mjeseca, s tim da su mezoameričke igre loptom i piće pulque imale iznimnu važnost. To je dovelo do izgradnje mnogih piramida s hramovima i sedamnaest igrališta, više nego u bilo kojem drugom mezoameričkom gradu. Grad je počeo imati velik utjecaj, što se najbolje može vidjeti na susjednom mjestu Yohualichan, čije zgrade pokazuju vrste niša koje definiraju El Tajin. Dokazi utjecaja grada mogu se vidjeti duž obale zaljeva Veracruz do regije Maya i visoke visoravni središnjeg Meksika.
U 10. st. vladarom postaje 13 Kunića, koji je prikazan na nekoliko reljefa unutar „Dvorane sa stupovima”. Propast grada je započela u 13. st. kada su grad osvojili i spalili Xolotlovi Čičimeki, a područje je palo pod vlast Astečkog Tenochtitlana. Nakon toga grad je bio još malo naseljen, ali je do dolaska Španjolaca u 16. st. bio odavno u potpunosti napušten.
Njegov kulturni utjecaj se osjećao uz obale zaljeva prema istoku do područja Maya na Yucatanu, i duboko u Meksičkoj visoravni na zapadu, sve do propasti 1230. godine nakon čega je potpuno bio zaboravljen. Njegove je ruševine obrasle džunglom prvi otkrio i opisao Diego Ruiz 1785. god.
Arheološkim iskapanjima od 1938. do 1994. godine otkriveno je oko sedamdesetak građevina i vjeruje se kako je to tek polovica ovog drevnog grada.
Od 1970-ih, El Tajín je bio najvažnije arheološko nalazište i turistička atrakcija Veracruza koja privlači preko 650.000 posjetitelja godišnje. U njemu se svakog ožujka održava i festival Cumbre Tajin u kojemu sudjeluju domorodački izvođači, ali i popularni glazbenici.

## Odlike
El Tajín se nalazi u kišnoj šumi niskih planina koje vode od gorja Sierra Madre Oriental do Meksičkog zaljeva, u blizini ušća rijeke Tecolutla, uz današnji grad Poza Rica, 200 km od glavnog grada drževe, Veracruza. U Pretkolumbovsko doba, ovaj smještaj mu je omogućavao da kontrolira područje od Cazonesa i sliva rijeke Tecolutla do današnje države Puebla.
Grad je opasan s dva potoka koji su grad opskrbljivali vodom, a koji se u južnom dijelu spajaju u rijeku Tlahuanapa Arroyo, pritoku Tecolutle. Većina građevina se nalazi na njegovom južnom dijelu, na mjestu sliva potoka gdje je tlo poprilično ravno. Prema sjeverozapadu izgrađene su terase na kojima su smještene zgrade gradske elite, dok su na istočnim i zapadnim brežuljcima bile jednostavne pučke nastambe. Sve u svemu, El Tajín se protezao na oko 1.056 hektara.
Glavne piramidalne građevine se nalaze oko tri velika četvrtasta trga, dok su ostali trgovi ili četvrtasti ili trapezoidni. Najdojmljivija građevina je tzv. „Piramida niša” koja ima šest terasa s hramom na vrhu. Svaki joj je kat ukrašen nizom kvadratičnih niša s raskošno ukrašenom gredom.
Donji trg je bio izravno spojen s kompleksom građevina oko trga Tajin Chico koji se nalazi na vještačkom brežuljku visokom 7 m. Najdojmljivija je tzv. „Građevina A” koja ima neobične manje građevine na sva četiri svoja kuta. Ona je najukrašenija u gradu, s vertikalnim trakama bareljefa i frizovima ključnih ornamenata.
Najviše područje, iznad Tajin Chicoa, se naziva „Područjem stupova” jer je tu najprije otrkiven veliki trijem veće od dvije piramide koje su također bile bogato ukrašene bareljefima.
- Najstarije područje uz potok Arroyo
- „Građevina A” na trgu Tajin Chico
- „Građevina 5”
- Sjeverno igralište, jedno od njih 17
- „Dekapitacija loptaša”, zidni reljef

## Poveznice
- Pretkolumbovska umjetnost
- Xochicalco
- Tikal

## Vanjske poveznice
- El Tajin (300-1200 AD)
- Papantla : El Tajin Archaeological Zone  Arhivirana inačica izvorne stranice od 28. siječnja 2007. (Wayback Machine)
- El Tajín, Mexico  Arhivirana inačica izvorne stranice od 27. rujna 2007. (Wayback Machine)